# المحطة (فلم)
المحطة (بالإنجليزية: The Terminal) هو فيلم درامي كوميدي أمريكي صدر في عام 2004 من إنتاج وإخراج ستيفن سبيلبرغ وبطولة توم هانكس وكاثرين زيتا جونز وستانلي توتشي. يدور الفيلم حول رجل من أوروبا الشرقية عالق في صالة مطار جون إف كينيدي في نيويورك عندما مُنع من دخول الولايات المتحدة وفي نفس الوقت غير قادر على العودة إلى بلده الأصلي بسبب انقلاب عسكري.
الفيلم مستوحى جُزئيًا من القصة الحقيقية لإقامة مهران كريمي ناصري لمدة 18 عام في المبنى رقم 1 بمطار باريس شارل ديغول في فرنسا، من عام 1988 إلى عام 2006. قرر المخرج سبيلبرغ بعد الانتهاء من فيلمه السابق، أمسكني لو استطعت، إخراج فيلم المحطة حيث أراد أن يصنع فيلمًا بعد ذلك «يمكن أن يجعلنا نضحك ونبكي ونشعر بالرضا عن العالم». ونظرًا لعدم وجود مطارات مناسبة مستعدة لتوفير مرافقها للإنتاج السينمائي، فقد بنيت مجموعة عمل كاملة داخل حظيرة طائرات كبيرة في مطار بالمديل الإقليمي، مع التقاط معظم اللقطات الخارجية للفيلم من مطار مونتريال – ميرابل الدولي.
انتج وعرض الفيلم في أمريكا الشمالية في 18 يونيو 2004، وتلقى انتقادات إيجابية إلى حد ما وكان نجاحًا تجاريًا، حيث حقق 219 مليون دولار في جميع أنحاء العالم.

## الحبكة
تدور قصة الفيلم حول وصول فيكتور نافورسكي، وهو مسافر من دولة كراكوزيا الخيالية، إلى مطار جون إف كينيدي الدولي في نيويورك، ليكتشف أن جواز سفره غير صالح، ولا تعترف الولايات المتحدة بحكومة كراكوزيا الجديدة بعد أن أغرق انقلاب عسكري البلاد في حرب أهلية، ولا يُسمح لفيكتور بدخول البلاد أو العودة إلى الوطن لأن جواز سفره لم يعد صالحًا؛ لهذا السبب، تصادر إدارة الجمارك وحماية الحدود الأمريكية جواز سفره وتذكرة العودة في انتظار حل المشكلة.

## طاقم العمل والشخصيات
- توم هانكس في دور فيكتور نافورسكي
- كاثرين زيتا جونز بدور أميليا وارن
- ستانلي توتشي بدور فرانك ديكسون
- تشي ماكبرايد بدور جو مولروي
- دييغو لونا بدور إنريكي كروز
- باري شبكة هنلي بدور ثورمان
- كومار باللانا بدور جوبتا راجان
- زوي سالدانا بدور دولوريس توريس
- إدي جونز بدور ريتشارد سالتشاك
- جود سيكوليلا بدور كارل ايفرسون
- كورى رينولدز بدور والين
- غييرمو دياز بدور بوبي أليما
- ريني بيل بدور ناديا
- فاليري نيكولاييف بدور ميلودراجوفيتش
- مايكل نوري بدور ماكس
- بيني جولسون بدور نفسه
- مارك إيفانير بدور سائق الكابينة جوران
- سكوت أدسيت بدور سائق سيارة أجرة
- دان فينيرتي بدور كليف

## الاستقبال

### شباك التذاكر
حقق المحطة أرباحًا بقيمة 77.9 مليون دولار في أمريكا الشمالية، و 141.2 مليون دولار في أقاليم أخرى، بإجمالي 219.4 مليون دولار في جميع أنحاء العالم.
حقق الفيلم 19.1 مليون دولار في عطلة نهاية الأسبوع الافتتاحية، وانتهى في المركز الثاني، ثم حقق 13.1 مليون دولار في عطلة نهاية الأسبوع الثانية، وانخفض إلى المركز الثالث.

## كاراكوزيا
كاراكوزيا (Кракозия or Кракожия) هي بلد خيالي، اختير اسمهُ لأجل قصة الفيلم، والذي يشبه اسمهُ إلى حد كبير أسم جمهورية سوفيتية سابقة أو دولة من دول الكتلة الشرقية.
لقد بقي موقع دولة كاراكوزيا الدقيق غامضًا عن قصد في الفيلم، حيث يتمسك بفكرة أن يكون فيكتور ببساطة من سكان أوروبا الشرقية أو من جمهورية سوفيتية سابقة. ومع ذلك، في أحد المشاهد تعرض خريطة دولة كاراكوزيا لفترة وجيزة على إحدى شاشات التلفاز بالمطار خلال تقرير إخباري يتحدث عن النزاع المستمر، وحدودها هي حدود جمهورية مقدونيا الشمالية، ولكن في مشهد آخر يظهر بطل الرواية رخصة قيادته، والتي تصادف أن تكون رخصة بيلاروسية صادرة لامرأة تحمل اسم أوزبكي. يقدم الفيلم صورة دقيقة بشكل معقول لعملية اكتساب اللغة الثانية الطبيعية، وفقًا للعالمة اللغوية مارثا يونغ شولتن.
كتب جون ويليامز، مؤلف الفيلم، أيضًا نشيدًا وطنيًا لكراكوزيا.
تتحدث شخصية توم هانكس اللغة البلغارية باعتبارها موطنه الأصلي، ولكن في أحد المشاهد، حيث يساعد مسافرًا يتحدث باللغة الروسية في مشكلة متعلقة بالجمارك، يتحدث لغة سلافية مركبة تشبه اللغتين البلغارية والروسية.

## وصلات خارجية
- المحطة على موقع IMDb (الإنجليزية)
- المحطة على موقع ميتاكريتيك (الإنجليزية)
- المحطة على موقع الموسوعة البريطانية (الإنجليزية)
- المحطة على موقع روتن توميتوز (الإنجليزية)
- المحطة على موقع نتفليكس (الإنجليزية)
- المحطة على موقع قاعدة بيانات الأفلام العربية
- المحطة على موقع ألو سيني (الفرنسية)
- المحطة على موقع Turner Classic Movies (الإنجليزية)
- المحطة على موقع أول موفي (الإنجليزية)
- المحطة على موقع بوكس أوفيس موجو (الإنجليزية)